# Microchilus giraldo-gensinii
Microchilus giraldo-gensinii är en orkidéart som beskrevs av Paul Ormerod. Microchilus giraldo-gensinii ingår i släktet Microchilus och familjen orkidéer. Inga underarter finns listade i Catalogue of Life.